# Lika-Krbava
Lika-Krbava (en hongrois : Lika-Korbava) est un ancien comitat du royaume de Croatie-Slavonie associé au royaume de Hongrie. Son siège était Gospić.